# Lybius minor
El barbudo de frentirrojo occidental (Lybius minor) es una especie de ave de la familia de los barbudos africanos (Lybiidae). Se encuentra en Angola, República del Congo, República Democrática del Congo, Gabón.